# Aaron Jeffery
Aaron C. Jeffery (født 1970) er en newzealansk skuespiller. 
Han voksede op sammen med sin 5 år yngre bror, Dean og 1 år yngre søster Nicola. Hans forældre blev skilt da han var omkring 10 år gammel. Som 15 årige forlod Aaron skolen, og da han blev 17 rejste han til Australien for at studere på skuespillerskolen ”National Institute of Dramatic Art”, hvor han tog afsluttede eksame i 1993. han begyndte derefter sin karriere på børneprogrammet Ship to Shore. 
Jeffery er bedst kendt for sin rolle som Alex Ryan i den australske tv-serie McLeod's Daughters, hvor han spillede med fra 2001 – 2008. derudover spillede han også med i det New Zealand drama serie Outrageous Fortune i 2007.
Sent i 2005 erklærede Jeffery sig skyldig for retten i at true sin daværende kone Melissa med at slå hende ihjel. Jeffery udgik med nød og næppe en straf på 10 år , da han blev løsladt efter 12 måneder på grund af god opførelse.
Efter retssagen blev Jeffery og hans kone skilt. Han begyndte derefter at date en anden ”McLeod’s Daughter” medspiller Michelle Langstone, men forholdet endte i 2006. 
Han har været nomineret 4 gange til en Logie Award, og vundet to gange. Første gang var i 2004 da han vandt i kategorien:” Most Popular Actor”, og igen i 2007 i ” Most Popular Actor”.

## Film
- Ship to Shore (1993)
- The Damnation of Harvey McHugh (1994)
- Blue Murder (1995)
- Fire (1995) som brandmanden Richard "Banjo" Gates
- Water Rats (1996-1998) som Terry Watson
- The Interview (1998)
- Strange Planet (1999)
- McLeod's Daughters (2001-2008) som Alex Ryan
- Outrageous Fortune (2007-present) som Gary Savage
- The Strip (2008)
- Beautiful (2008)
- X-Men Origins: Wolverine (2009) som Thomas Logan

## Fodnoter
1. ↑  McLeod's Daughters star charged – National – smh.com.au
2. ↑  "AdelaideNow... TV star assault charge". Arkiveret fra originalen 13. maj 2008. Hentet 13. maj 2008.
3. ↑  McLeod's star's assault – TV & Radio – Entertainment – smh.com.au
4. ↑  "Aaron's reversal of Fortune | McLeod's Daughters | Outrageous Fortune | News | Throng". Arkiveret fra originalen 9. marts 2010. Hentet 4. januar 2010.